# Scott Derrickson
Scott Derrickson (Denver, 16 luglio 1966) è un regista, sceneggiatore e produttore cinematografico statunitense.

## Biografia
Nato e cresciuto a Denver, Colorado, ha studiato presso la Biola University, in California, dove ha intrapreso studi di teologia, comunicazione e cinema, in seguito ottiene un master presso il programma di cinema della USC School of Cinematic Arts. Dopo il cortometraggio del 1995 Love in the Ruins, debutta alla regia nel 2000 con l'horror Hellraiser 5: Inferno, nello stesso anno è sceneggiatore di un altro horror, Urban Legend Final Cut. Nel 2004 collabora con Wim Wenders, scrivendo lo script del film La terra dell'abbondanza.
Nel 2004 fu avvicinato per la regia di una trasposizione cinematografica del poema Paradiso perduto di John Milton, su produzione Warner Bros. e Legendary Pictures. Nel 2005 torna dietro la macchina da presa per dirigere il controverso The Exorcism of Emily Rose, basato sulla storia vera di Anneliese Michel, donna tedesca che si riteneva fosse posseduta da più demoni e di conseguenza si è sottoposta ad un esorcismo. Il film è stato presentato alla 62ª Mostra internazionale d'arte cinematografica di Venezia.
Nel 2008 realizza Ultimatum alla Terra, remake dell'omonimo classico di fantascienza, diretto da Robert Wise nel 1951. La pellicola viene stroncata dalla critica e riceve una nomination ai Razzie Awards 2008 (peggior prequel, remake, rip-off o sequel). Nel 2009 viene scelto dalla Warner Bros. e dalla GK Films per dirigere un film basato sui primi due romanzi dei Canti di Hyperion (ovvero Hyperion e La caduta di Hyperion) dello scrittore Dan Simmons, film a cui ha rinunciato dopo lo stop della produzione.
Nel 2012 esce Sinister, film horror con Ethan Hawke. Il film è un successo: a fronte di un budget di 3 milioni di dollari, è riuscito ad incassare in tutto il mondo 77 milioni di dollari, tanto da spingere la Blumhouse Pictures a mettere in cantiere un sequel, che vede coinvolto Derrickson solo come produttore e sceneggiatore. Nell'ottobre 2012 Jason Blum, produttore di Sinister, annuncia di essere al lavoro con Derrickson sull'adattamento del racconto Il metodo di respirazione, contenuto nella raccolta Stagioni diverse di Stephen King. Poco dopo firma un accordo con la CBS Films per scrivere e dirigere l'adattamento del celebre videogioco Deus Ex: Human Revolution, progetto abbandonato in favore di Doctor Strange, prodotto dai Marvel Studios. Nel 2014 Derrickson dirige Liberaci dal male. La pellicola è stata prodotta da Jerry Bruckheimer e vede Eric Bana nel ruolo del protagonista.

## Filmografia

### Regista
- Love in the Ruins (1995) - cortometraggio
- Hellraiser 5: Inferno (2000)
- The Exorcism of Emily Rose (2005)
- Ultimatum alla Terra (The Day the Earth Stood Still) (2008)
- Sinister (2012)
- Liberaci dal male (Deliver Us from Evil) (2014)
- Doctor Strange (2016)
- Black Phone (The Black Phone) (2021)
- V/H/S/85 (2023) - episodio Dreamkill
- Misteri dal profondo (The Gorge) (2025)
- Black Phone 2 (2025)

### Sceneggiatore
- Love in the Ruins (1995) - cortometraggio
- Hellraiser 5: Inferno (2000)
- Urban Legend - Final Cut (2000)
- La terra dell'abbondanza (Land of Plenty) (2004)
- The Exorcism of Emily Rose (2005)
- Sinister (2012)
- Devil's Knot - Fino a prova contraria (Devil's Knot) (2013)
- Liberaci dal male (Deliver Us from Evil) (2014)
- Sinister 2, regia di Ciarán Foy (2015)
- Doctor Strange (2016)
- Black Phone (The Black Phone), regia di Scott Derrickson (2021)

### Produttore
- L'ultimo messia (The Visitation), regia di Robby Henson (2006)
- Sinister, regia di Scott Derrickson (2012)
- Devil's Knot - Fino a prova contraria (Devil's Knot), regia di Atom Egoyan (2013)
- Incompresa, regia di Asia Argento (2014)
- Kristy, regia di Oliver Blackburn (2014)
- Sinister 2, regia di Ciarán Foy (2015)
- Black Phone (The Black Phone), regia di Scott Derrickson (2021)

### Produttore esecutivo

#### Cinema
- Sinister, regia di Scott Derrickson (2012)
- Devil's Knot - Fino a prova contraria (Devil's Knot), regia di Atom Egoyan (2013)
- Incompresa, regia di Asia Argento (2014)
- Kristy, regia di Oliver Blackburn (2014)

- Doctor Strange nel Multiverso della Follia (Doctor Strange in the Multiverse of Madness), regia di Sam Raimi (2022)

#### Serie Tv
- Snowpiercer (30 episodi) (2020)